# Les Patineurs
Les patineurs er en fransk stumfilm fra 1908 af Georges Méliès.